# Aodh na gCailleach mac Uilliam Ruaidh
Aodh na gCailleach mac Uilliam Ruaidh (mort le 13 février 1469) est le 19e roi d'Uí Maine issu de la lignée des Ó Ceallaigh (anglicisé en  O' Kellys)  il règne de  1467 à 1469.

## Contexte
Aodh na gCailleach mac Uilliam Ruaidh est le second fils de Uilliam Ruadh (†  1420), táiniste d'Ui Maine  ; lui même fils cadet de
Maolsheachlainn mac Uilliam Buidhe Ó Cellaigh.
Il est comme ses frères écarté de la succession royale après la mort en 1420 de leur oncle  Donnchadh mac Maolsheachlainn dans laquelle ils s'étaient impliqués. Les partisans du défunt, roi leur opposent leur cousin, le  fils du fils aîné pré décédé de Maolseachlainn,  Aodh mac Briain  qui règne jusqu'en 1467. Cette année là, son frère aîné Maolsheachlainn étant mort depuis 1464, Aodh na gCailleach,  accède finalement au trône
Le règne d'Aodh est bref car deux ans plus tard il est traîtreusement tué le 13 février 1469 par les descendants Donnchadh mac Maolsheachlainn, c'est-à-dire les fils de ses fils; Breasal († 1464) et de Tadhg († 1467) qui sont à leur tour écarté de la succession. Deux  Ó Cellaigh sont alors désignés comme 20e roi concurremment: Uillean mac Aodha le fils d'Aodh mac Briain et Tadhg Caoch mac Uilliam Ruaidh le fils cadet de Uilliam Ruadh († 1420).

## Postérité
Aodh na gCailleach mac Uilliam Ruaidh  laisse un fils: 
- Donnchadh mac Maolsheachlainn 26e roi d'Uí Maine vers 1521 à 1536

## Sources
- (en) T.W Moody, F.X. Martin et F.J. Byrne, A New History of Ireland IX Maps, Genealogies, Lists. A companion to Irish History part II, Oxford, Oxford University Press, 2011, 690 p. (ISBN 978-0-19-959306-4).